# Chambry, Aisne

Chambry este o comună în departamentul Aisne din nordul Franței. În 1 ianuarie 2022 avea o populație de 831 de locuitori.